# Władysław Wielowieyski
Władysław Wielowieyski (ur. 5 września 1886, zm. 1943) – pułkownik kontrolerów Wojska Polskiego.

## Życiorys
Władysław Wielowieyski urodził się 5 września 1886. Był synem Adama Maksymiliana Dominika Wielowieyskiego (1851–1920) i Bronisławy Antoniny Słonczyńskiej (1856–1937).
W Wojsku Polskim został awansowany na stopień podpułkownika w korpusie oficerów zawodowych kontrolerów ze starszeństwem z dniem 1 czerwca 1919. W 1923 był oficerem Grupy II w Wojskowej Kontroli Generalnej. Następnie został awansowany na stopień pułkownika w korpusie oficerów kontrolerów ze starszeństwem z dniem 1 lipca 1923. W 1924 służył w Grupie IX w strukturze WKG. W 1928 był szefem Grupy III. W 1929 został zastępcą szefa Korpusu Kontrolerów. W 1932 był szefem Korpusu Kontrolerów. Na początku czerwca 1935 został wybrany członkiem komisji rewizyjnej Towarzystwa Wiedzy Wojskowej. 
Zmarł w 1943. Jego żoną była Elżbieta z Rostworowskich (1904–1994). Ich dziećmi byli Andrzej (1924–1944), Adam (1928–2015), Anna (1930–).

## Ordery i odznaczenia
- Krzyż Oficerski Orderu Odrodzenia Polski
- Krzyż Walecznych
- Złoty Krzyż Zasługi (10 listopada 1928)[9]